# Kamil Szeremeta
Kamil Szeremeta (* 11. Oktober 1989 in Białystok, Polen) ist ein polnischer Profiboxer im Mittelgewicht und ehemaliger EBU-Europameister.

## Amateurkarriere
Kamil Szeremeta boxte für Hetman Białystok und bestritt als Amateur 192 Kämpfe mit 168 Siegen. Er wurde unter anderem polnischer Juniorenmeister 2006 und 2007 sowie polnischer Meister 2009 und 2010 im Weltergewicht. Darüber hinaus war er Teilnehmer der EM 2010 in Moskau und der WM 2011 in Baku. 2010 gewann er das Feliks Stamm Tournament mit einem Finalsieg gegen Serik Säpijew.

## Profikarriere
Kamil Szeremeta gewann sein Profidebüt am 2. Dezember 2012 und siegte auch in seinen folgenden 15 Kämpfen, die er allesamt in Polen bestritt. Zu seinen besiegten Gegnern zählten Lukasz Wawrzyczek, Rafał Jackiewicz, Artem Karpets und Kassim Ouma.
Am 23. Februar 2018 besiegte er Alessandro Goddi beim Kampf um den vakanten Europameistergürtel der EBU durch TKO in der zweiten Runde und verteidigte den Titel im September 2018 durch K. o. in der zehnten Runde gegen Ruben Diaz. Eine weitere Titelverteidigung gewann er im März 2019 einstimmig gegen Andrew Francillette.
Am 18. Dezember 2020 verlor er gegen Gennadi Golowkin beim Kampf um die WM-Titel der IBF und IBO. In seinem nächsten Kampf am 19. Juni 2021 verlor er zudem gegen Jaime Munguía.